# Eiphosoma nullum
Eiphosoma nullum là một loài tò vò trong họ Ichneumonidae.